# Stranger Things (4. évad)
A Stranger Things amerikai sci-fi-horror webes televíziós sorozatának 4. évadja a Netflix webes streaming szolgáltatásán várhatóan 2022. május 27-én indul. A sorozatot a Duffer testvérek készítették, akik Shawn Levy, Dan Cohen és Iain Paterson mellett gyártásvezetők.
A forgatás eredetileg 2020 márciusában indult, de a koronavírus járvány hirtelen elterjedése miatt leálltak az évad munkálataival. 2020 szeptemberében viszont folytatódhatott a forgatás Georgia államban.

## Szereplők

### Mellékszereplők
| Színész            | Karakter             | Magyar szinkronhang |
| ------------------ | -------------------- | ------------------- |
| Winona Ryder       | Joyce Byers          | Zsigmond Tamara     |
| David Harbour      | Jim Hopper           | Debreczeny Csaba    |
| Millie Bobby Brown | Tizenegy/Jane Hopper | Vida Sára           |
| Finn Wolfhard      | Mike Wheeler         | Kretz Boldizsár     |
| Gaten Matarazzo    | Dustin Henderson     | Kálmán Barnabás     |
| Caleb McLaughlin   | Lucas Sinclair       | Tóth Márk           |
| Noah Schnapp       | Will Byers           | Mayer Marcell       |
| Sadie Sink         | Max Mayfield         | Stern Hanna         |
| Natalia Dyer       | Nancy Wheeler        | Andrusko Marcella   |
| Charlie Heaton     | Jonathan Byers       | Márkus Sándor       |
| Joe Keery          | Steve Harrington     | Ágoston Péter       |
| Maya Hawke         | Robin Buckley        | Mórocz Adrienn      |
| Brett Gelman       | Murray Bauman        | Jászberényi Gábor   |
| Priah Ferguson     | Erica Sinclair       | Kobela Kíra         |
| Paul Reiser        | Dr. Sam Owens        | Csankó Zoltán       |
| Matthew Modine     | Dr. Martin Brenner   | Hirtling István     |

| Színész              | Karakter             | Magyar hang     |
| -------------------- | -------------------- | --------------- |
| Jamie Campbell Bower | Egy / Henry Creel    | Jaskó Bálint    |
| Jamie Campbell Bower | Vecna                | Végh Péter      |
| Cara Buono           | Karen Wheeler        | Söptei Andrea   |
| Eduardo Franco       | Argyle               | Böröndi Bence   |
| Joseph Quinn         | Eddie Munson         | Ember Márk      |
| Joe Chrest           | Ted Wheeler          | Hajdu Steve     |
| Mason Dye            | Jason Carver         | Hajdu Tibor     |
| Tom Wlaschiha        | Dmitri               | Welker Gábor    |
| Nikola Đuričko       | Yuri                 | Pál András      |
| Sherman Augustus     | Lt. Colonel Sullivan | Kálid Artúr     |
| Gabriella Pizzolo    | Suzie Bingham        | Koller Virág    |
| Regina Ting Chen     | Miss Kelley          | Ágoston Katalin |
| Elodie Grace Orkin   | Angela               | Csarkó Bettina  |
| Logan Allen          | Jake                 | Nikas Dániel    |
| Catherine Curtin     | Claudia Henderson    | Náray Erika     |
| Logan Riley Bruner   | Fred Benson          | Kenéz Ágoston   |
| Robert Englund       | Victor Creel         | Dunai Tamás     |

## Epizódok
| #  | Cím                                                                                        | Rendező          | Író                  | Premier                         |
| -- | ------------------------------------------------------------------------------------------ | ---------------- | -------------------- | ------------------------------- |
| 1. | Első fejezet: A Pokol Tüze Klub (Chapter One: The Hellfire Club)                           | Duffer testvérek | Duffer testvérek     | 2022. május 27. 2022. május 27. |
| 2. | Második fejezet: Vecna átka (Chapter Two: Vecna's Curse)                                   | Duffer testvérek | Duffer testvérek     | 2022. május 27. 2022. május 27. |
| 3. | Harmadik fejezet: A szörny és a szuperhős (Chapter Three: The Monster and the Superhero)   | Shawn Levy       | Caitlin Schneiderhan | 2022. május 27. 2022. május 27. |
| 4. | Negyedik fejezet: Drága Billy! (Chapter Four: Dear Billy)                                  | Shawn Levy       | Paul Dichter         | 2022. május 27. 2022. május 27. |
| 5. | Ötödik fejezet: A Nina-projekt (Chapter Five: The Nina Project)                            | Antal Nimród     | Kate Trefry          | 2022. május 27. 2022. május 27. |
| 6. | Hatodik fejezet: A merülés (Chapter Six: The Dive)                                         | Antal Nimród     | Curtis Gwinn         | 2022. május 27. 2022. május 27. |
| 7. | Hetedik fejezet: Mészárlás a Hawkins Laborban (Chapter Seven: The Massacre at Hawkins Lab) | Duffer testvérek | Duffer testvérek     | 2022. május 27. 2022. május 27. |
| 8. | Nyolcadik fejezet: Papa (Chapter Eight: Papa)                                              | Duffer testvérek | Duffer testvérek     | 2022. július 1. 2022. július 1. |
| 9. | Kilencedik fejezet: Az elrejtőzés (Chapter Nine: The Piggyback)                            | Duffer testvérek | Duffer testvérek     | 2022. július 1. 2022. július 1. |